# Disseny de vestuari
El disseny de vestuari és la creació de qualsevol peça de roba o accessori utilitzat per actors o artista en una representació teatral o audiovisual. Aquest és un procés dut a terme pel dissenyador de vestuari. A part de contribuir a l’estètica general d’una obra, l’objectiu del disseny de vestuari és ajudar a crear personatges realistes i a explicar una història a través d'aquests.
D’altra banda, el vestuari és també un element narratiu important d’una història, ja que permet transmetre informació sobre el període històric de l’obra, la classe social dels personatges, la seva professió, religió, personalitat o inclús reflectir la seva evolució a través del temps. És per això que el disseny de vestuari comporta un procés de recerca sobre l’obra treballada i la psicologia dels seus personatges per tal de representar la seva identitat a través del vestuari. En aquest sentit, podríem considerar que el disseny de vestuari pretén representar de manera visual la identitat d’un personatge.

## Història

### Teatre
El vestuari teatral té els seus orígens a la Grècia del segle VI aC, quan es van començar a dur a terme les representacions teatrals dins de les festes Dionísies en honor al déu Dionís. Aquestes festivitats religioses van evolucionar fins a donar lloc a les primeres obres teatrals i, amb elles, va sorgir la necessitat de comunicar al públic informació sobre els personatges. Els actors d'aquestes representacions utilitzaven màscares que variaven en funció del gènere, l'edat o el sexe del personatge. Les túniques que portaven també contribuïen a caracteritzar els personatges i a determinar la seva classe social, tot i que aquesta pràctica va ser més destacada en el teatre romà.
Els romans, influïts per la cultura grega, van adoptar el teatre i amb ell el seu vestuari. Els actors romans també utilitzaven màscares, perruques i túniques per diferenciar els personatges. Les màscares, per exemple, eren de color marró per als personatges masculins i de color blanc per als femenins. Aquestes distincions eren essencials ja que les dones no podien participar en les representacions teatrals i, per tant, els personatges femenins eren interpretats per homes.
Posteriorment, durant l'edat mitjana, les representacions solien ser dramatitzacions d'històries bíbliques. Sovint eren interpretades per sacerdots i membres del clergat així que l'ús de robes i túniques clericals era habitual. La majoria dels personatges també vestia amb roba normal quotidiana, però en alguns casos es caracteritzava els actors per tal que el públic reconegués les figures bíbliques.

### Cinema
Durant els inicis del cinema, l’única feina lligada al sector del vestuari era el de les vestidores. Aquestes es dedicaven a recopilar objectes i vestimenta d’on poguessin per a vestir els actors. No era una feina reconeguda i era considerada irrellevant. Per això, no estaven presents en tots els rodatges i sovint els actors es vestien amb la seva roba de carrer. En conseqüència, l’armari personal de les actrius va esdevenir un factor important a l’hora d’escollir-la per a un paper. Tampoc hi havia pressupost per al vestuari així que sovint la roba més complexa s'agafava de les produccions de Broadway.
A mesura que va anar creixent la indústria durant els anys vint, els estudis més importants com Paramount, la MGM o Warner Brothers entre d'altres van començar a crear departaments de vestuari encarregats de produir qualsevol peça de roba necessària per a una producció de l’estudi. Això va ser particularment rellevant tenint en compte que encara es trobaven en l’era muda, cosa que intensificava la necessitat de tenir vestuaris il·lustratius i que ajudessin l’espectador a entendre l’escena. Un bon exemple és Charles Chaplin i el seu original vestuari que ha esdevingut un símbol de l’època. Tot i això, sovint no es donava crèdit als dissenyadors de vestuari així que no hi ha gaire informació disponible.
Igual que en el teatre, el vestuari passa per diferents moviments artístics en el cinema.
Durant la dècada dels anys vint i trenta, es va popularitzar un tipus de vestuari extravagant i luxós que era portat per les grans estrelles de l'star system. Tanmateix, la implantació del Codi Hays l’any 1934 va posar fi aquesta tendència i va imposar una sèrie de normes i prohibicions. Entre altres exemples, es va prohibir mostrar parts del cos femení com les aixelles i el melic (a part del nu complet), la utilització de teles translúcides o peces de roba que remarquessin la silueta de la dona.
Els desenvolupaments tecnològics del cinema també van provocar canvis en el vestuari. D'una banda, l’arribada del cinema sonor el 1927 fa que s'hagin de tenir en compte aspectes més tècnics com el soroll que produeixen algunes sabates o joies en caminar els actors, per exemple. D’altra banda, el vestuari guanya realisme, ja que amb els diàlegs no necessita ser tan caricaturitzat o dramatitzat. De la mateixa manera, el cinema a color dona al vestuari una nova eina expressiva per tal de transmetre emocions o informació sobre els personatges a l'espectador. El color esdevé un nou element estètic i narratiu de les obres.
L'augment de rellevància del disseny de vestuari es va fer present també als premis Oscar, on es va incloure el premi al millor vestuari l’any 1949.

## Procés

### 1. Anàlisi
La ideació del vestuari comença a partir de l’anàlisi del guió de l’obra. Tota la informació necessària sobre la trama, els personatges, el context històric, etc. es troba determinada en aquest. Totes aquestes característiques s'han de tenir en compte per tal de crear un vestuari adient per a cada personatge i situació.

### 2. Col·laboració amb el director
La informació obtinguda del guió s'ha de combinar amb la visió particular del director qui aporta altres requisits estètics i narratius per tal que el vestuari encaixi dins el total de la pel·lícula, sèrie o producció teatral. Les converses amb el director són essencials per a poder transmetre la seva visió també a través del vestuari. Complir amb la seva visió assegura la cohesió amb la resta de departaments artístics pel que fa a la paleta de colors, les textures, etc.

### 3. Recerca
El procés de recerca requereix investigació sobre el període històric, la cultura, el territori o qualsevol element que tingui un impacte en els personatges que portaran el vestuari. Aquesta recerca es fa més evident en produccions d’època que pretenen ser els més realistes possibles i, per tant, és imprescindible conèixer les formes, textures, colors i materials utilitzats en aquell context. Tanmateix, una obra contemporània requereix també un procés de recerca ja sigui sobre les tendències entre un grup social en concret o en un territori estranger entre molts altres factors. D’altra banda, les obres ambientades en mons ficticis parteixen de referents culturals reals, així que la recerca és igualment necessària. Per tant, tot i variar segons el tipus d’obra que s'està realitzant, el procés de recerca és un pas imprescindible del disseny de vestuari.

### 4.ConceptsiMoodboard
Els concepts consisteixen en esbossos de la roba de cada personatge i són la manera que tenen el dissenyador i el director de fer proves amb el vestuari i els seus colors, teixits i formes. És el moment de cometre errors i rectificar-los. Els concepts permeten també donar a la resta de departaments una idea de com anirà vestit cada personatge. D’altra banda, un moodboard és una eina visual i creativa que pot combinar imatges, il·lustracions, textos i altres elements que permeten tenir una idea inicial sobre un projecte. És un collage amb elements que inspirin allò que es vol crear. Aquests permeten ajuntar referents visuals i idees que inspirin la creació de cada peça.

### 5. Producció
La producció és el moment de confeccionar el vestuari definitiu. Sovint les peces es fan a mà per un equip d’estilistes, però no sempre és necessari. Es pot optar per comprar el vestuari en botigues normals o de segona mà, aconseguir col·laboracions amb grans marques… Tot varia segons el projecte. També cal tenir en compte que es necessiten diverses còpies de cada peça. Per culpa de les escenes d’acció, escenes en exteriors, escenes amb pluja o el simple pas del temps els teixits es desgasten o es trenquen i cal tenir-ne de recanvi.